# Pachybrachis planifrons
Pachybrachis planifrons là một loài bọ cánh cứng trong họ Chrysomelidae. Loài này được Wagner miêu tả khoa học năm 1927.